# فیلیپ لودشر
فیلیپ لودشر (آلمانی: Philipp Ludescher؛ زادهٔ ۳ ژانویهٔ ۱۹۸۷) دوچرخه‌سوار اهل اتریش است.